# Catharsius longiceps
Catharsius longiceps är en skalbaggsart som beskrevs av Gillet 1907. Catharsius longiceps ingår i släktet Catharsius och familjen bladhorningar. Inga underarter finns listade.